# ZSKA Moskau
Der ZSKA Moskau (russisch Центральный Спортивный Клуб Армии (ЦСКА Москва), transkribiert Zentralny Sportiwny Klub Armii (ZSKA Moskwa), auf Deutsch Zentraler Sportklub der Armee Moskau) ist ein 1911 gegründeter russischer Sportverein aus Moskau, der 1928 in „Sportklub des zentralen Hauses der Roten Armee“ und 1960 in Zentralny Sportiwny Klub Armii (ZSKA Moskwa) wie er bis heute heißt, umbenannt wurde.

## Geschichte, 1928–2000
Der Verein wurde am 13. Junijul. / 26. Juni 1911greg. als OLLS (russisch Общество любителей лыжного спорта (ОЛЛС), transkribiert Obschtschestwo ljubitelei lyschnowo sporta (Olls), auf Deutsch Gesellschaft/Klub der Skisportfreunde) genehmigt, nachdem sich bereits 1900 eine Gruppe von Skifahrern vom Moskauer Klub der Skifahrer  (russisch Московский клуб лыжников (МКЛ), transkribiert Moskowski klub lyschnikow (MKL)) getrennt hatte, um einen eigenen Skifahrerklub zu gründen.
Von 1928 bis 1950 wurde OLLS umbenannt in ZDKA (russisch Спортивный клуб Центрального дома Красной Армии (ЦДКА), transkribiert Sportiwny klub Zjentralnowo doma Krasnoi Armii (ZDKA), auf Deutsch Sportklub des zentralen Hauses der Roten Armee), danach von 1950 bis 1956 in ZDSA (russisch Спортивный клуб Центрального дома Советской Армии (ЦСК МО), transkribiert Sportiwny klub Zjentralnowo doma Sowetskoi Armii (ZDSA), auf Deutsch Sportklub des zentralen Hauses der sowjetischen Armee), danach von 1956 bis 1959 in ZSK MO (russisch Центральный спортивный клуб Министерства обороны (ЦСК МО), auf Deutsch Zentraler Sportklub des Verteidigungsministeriums) und im Jahr 1960 in ZSKA Moskau, (Zentralny Sportiwny Klub Armii Moskwa) bzw. Zentraler Sportklub der Armee Moskau, wie er bis heute heißt.
Der Verein hat eigenständige professionelle Abteilungen im Eishockey (HK ZSKA Moskau), Fußball (Männer und Frauen), Volleyball (Männer und Frauen), Futsal (MFK ZSKA Moskau), Basketball (PBK ZSKA Moskau), Beachfußball (Клуб пляжного футбола ЦСКА), Handball (Männer und Frauen) und Rugby (Регби-клуб ЦСКА). 
Insgesamt werden fast 60 verschiedene Sportarten im Klub angeboten. Die Schachabteilung gewann 1986, 1988 und 1990 die Europameisterschaft der Vereinsmannschaften, den European Club Cup.

## 21. Jahrhundert
Am 24. Februar 2022 setzte die Regierung der Vereinigten Staaten den Verein infolge des Ukrainekrieges auf eine Sanktionsliste.

## Weblink
- Website von ZSKA Moskau (russisch/englisch)